# NGC 6388
NGC 6388 (również GCL 70 lub ESO 279-SC2) – gromada kulista znajdująca się w gwiazdozbiorze Skorpiona w odległości 32,3 tys. lat świetlnych od Słońca i 10,1 tys. lat świetlnych od centrum Galaktyki. Odkrył ją James Dunlop 13 maja 1826 roku.